# Paluma Range nationalpark
Paluma Range nationalpark är en nationalpark i Australien.   Den ligger i delstaten Queensland, i den nordöstra delen av landet, 1 800 km norr om huvudstaden Canberra. Paluma Range nationalpark ligger 751 meter över havet.
I området upptäcktes en sällsynt geckoödla, Phyllurus gulbaru, och därför utökades parken 2010 med 6500 hektar. En vandringsled går längs en flod med flera forsar (Jourama Falls). Vid floden förekommer olika fåglar, sköldpaddor och varaner. I de mera torra skogarna hittas andra fåglar och flygpungekorrar, till exempel Petaurus gracilis.
Terrängen i Paluma Range nationalpark är huvudsakligen kuperad, men österut är den bergig. Trakten runt Paluma Range nationalpark är nära nog obefolkad, med mindre än två invånare per kvadratkilometer.. Närmaste större samhälle är Rollingstone, 9,9 km nordost om Paluma Range nationalpark.
I Paluma Range nationalpark växer i huvudsak städsegrön lövskog.